# Ююкин, Михаил Анисимович
 Михаи́л Ани́симович Юю́кин (10 августа 1911 — 5 августа 1939) — советский лётчик, батальонный комиссар 150-го скоростного бомбардировочного авиационного полка. Погиб во время боевого вылета. Совершил первый в истории авиации таран наземной цели.

## Биография
Родился 10 августа 1911 года в селе Гнилуша Землянского уезда Воронежской губернии.
В возрасте 16 лет организовал комсомольскую ячейку и стал ее секретарём. Через год в числе первых жителей села вступил в колхоз.
Окончил Сталинградскую военную авиационную школу (1936) и Военно-политическую академию имени В. И. Ленина. Служил в частях ВВС военкомом эскадрильи, затем бомбардировочного авиаполка. 

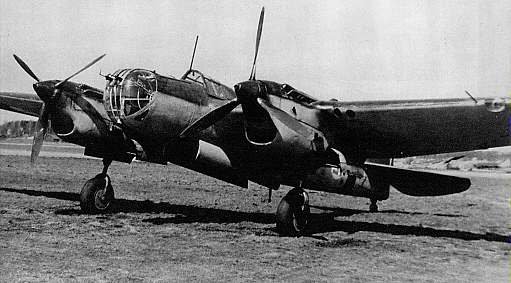
Бомбардировщик СБ. На самолёте этого типа совершил таран экипаж М. А. Ююкина

После прибытия в район реки Халхин-Гол выполнял разведывательные полёты.
5 августа 1939 года в разгар советско-японского конфликта на Халхин-Голе М. А. Ююкин на бомбардировщике СБ в составе группы самолётов 150-го бомбардировочного авиаполка вылетел с аэродрома в нескольких километрах от реки Керулен на бомбардировку тыловых позиций японской армии в районе города Халун-Аршан. Самолёт Ююкина шёл в первой девятке бомбардировщиков (правым ведомым за самолётом командира эскадрильи) на высоте 5 тысяч метров.
Уже после окончания бомбометания левый двигатель его самолёта был поражён огнём зенитной артиллерии. Ююкин попытался скольжением вправо сбить пламя. Поняв, что самолёт теряет высоту и до линии фронта (примерно 20-30 км) не долетит, он приказал экипажу — стрелку-радисту П. Разбойникову и штурману А. Морковкину — покинуть борт и направил горящий бомбардировщик в скопление японских войск. 
Штурман Александр Морковкин успел прыгнуть с парашютом, прошёл и прополз 40 километров - и через сутки вернулся в расположение части. Михаил Ююкин и Пётр Разбойников погибли.

Советские бомбардировщики выходили на цель. Кругом рвались шрапнели вражеской зенитки. Клочья чёрного дыма ложились то ниже, то выше самолётов. Вот сбросил бомбы на врага командир Бурмистров. Следом за ним вышел на цель комиссар Ююкин. Смертельный груз сброшен. Левым разворотом комиссар отводит свою машину, чтобы уступить место другим. В это время у его левого мотора раздался взрыв и брызнуло яркое пламя: прямое попадание шального снаряда зенитки. Комиссар принимает решение: чтобы сбить огонь, он делает скольжение вправо, летчик дает время своему экипажу приготовиться к прыжку. Стрелок тов. Разбойников — один из лучших людей части — сбрасывает маску и поднимается с места, но, увидев, что самолёт над территорией врага, садится обратно. На соседних самолётах товарищи видели, как комиссар железной рукой развернул горящий самолёт и резким пикированием направил его в самую гущу скопления противника.
— Газета «Сталинский сокол», август 1939 г.
29 августа 1939 года Указом Президиума Верховного Совета СССР за героизм и образцовое выполнение боевого задания командир корабля, батальонный комиссар Михаил Ююкин был награждён орденом Ленина, а члены его экипажа штурман старший лейтенант Александр Морковкин и стрелок-радист старшина Пётр Разбойников — отмечены орденами Красного Знамени.

## Семья
Сестра Александра Анисимова Ююкина. Жена Татьяна. Дочь.

## Легенды и факты
- Однополчанином Михаила Ююкина во время боёв на Халхин-Голе был лётчик Николай Гастелло, совершивший знаменитый «огненный таран» 26 июня 1941 года .
- До сих пор весьма распространено устойчивое заблуждение, что спасшимся штурманом в экипаже М. Ююкина был именно Николай Гастелло.

## Память
- В родном селе Михаила Ююкина Гнилуша Семилукского района Воронежской области установлен бюст героя[2] и его именем названа одна из улиц.